# Со (продукт)
Со (яп. 蘇) — продукт из молока, производившийся в Японии в период между VII и X веками. Представляет собой затвердевшие молочные пенки. Имеет лёгкий вкус, похожий на вкус зернёного творога. Со использовали как лекарство и как подношение богам.

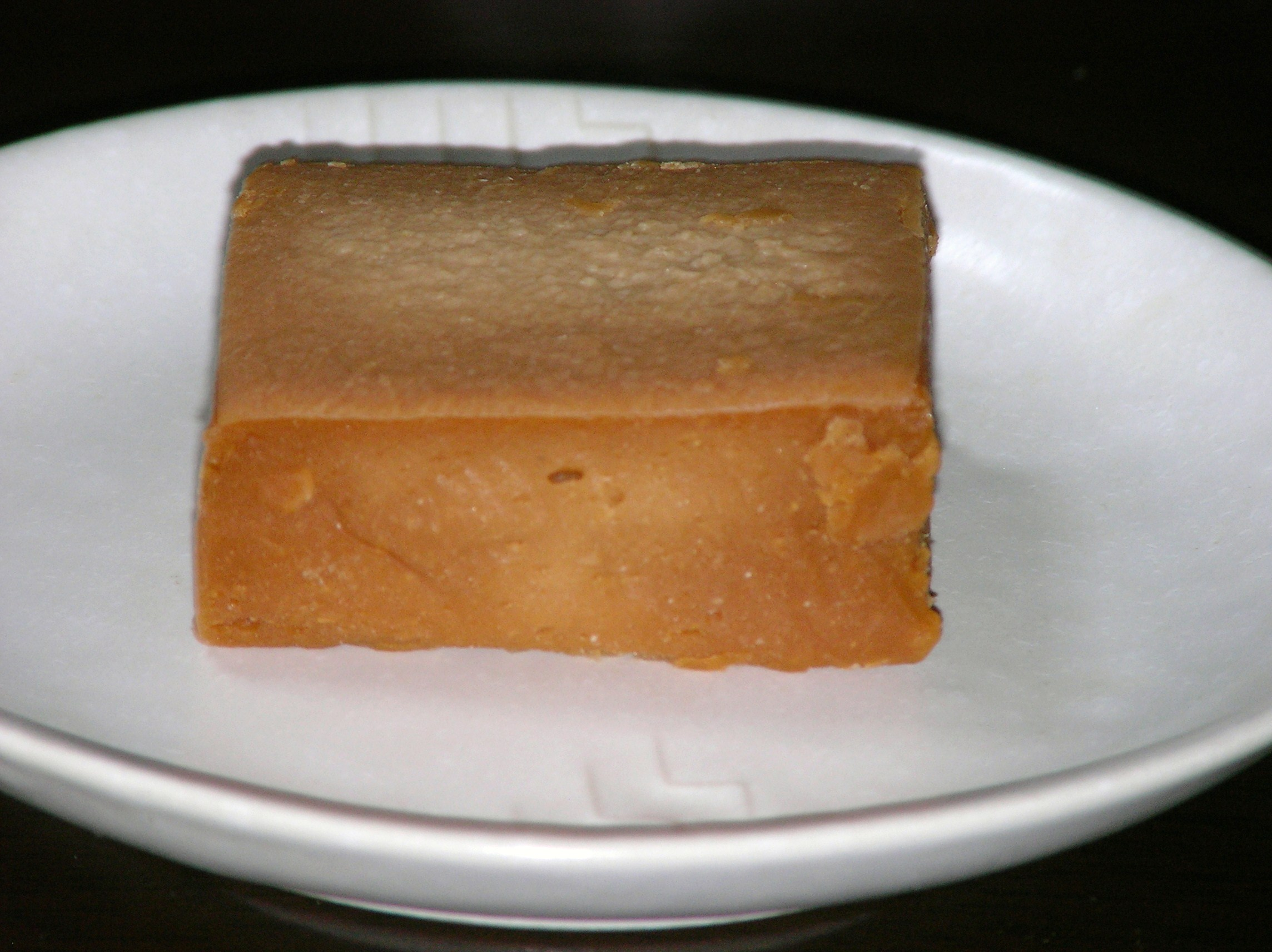
Со (воспроизведение)

Первое упоминание относится к эпохе императора Момму (697—707 гг.). Со считался лечебным продуктом, поэтому за его производство отвечало аптекарское управление министерства двора. Способ приготовления со описан в «Энгисики», поскольку его преподносили императорам в качестве подарка.
Известно, что со производили в Адзифу, провинция Сэтцу (нынешний Хигасиёдогава-ку в Осаке).
Из со последующей переработкой получали дайго.